# Liebe, Luft und lauter Lügen
Liebe, Luft und lauter Lügen ist ein deutsches Filmlustspiel aus dem Jahre 1959 von Peter Beauvais mit Eva-Ingeborg Scholz und Gerhard Riedmann in den Hauptrollen. Der Film entstand nach einer Vorlage von Karl Zumbro.

## Handlung
Die junge, lebhafte Katrin Rössle will seit jeher, sehr zum Verdruss ihrer betagten, bodenständigen Eltern, Stewardess werden, weil sie dies mit der großen, weiten Welt, die sie unbedingt kennen lernen will, verbindet. Endlich kann sie ihren Wunsch durchsetzen und meldet sich zur Eignungsprüfung an. Vor Ort lernt sie den adretten Piloten Peter Brinckmann kennen, der es bald zum Flugkapitän bringen will. Prompt verlieben sich die beiden jungen Leute ineinander und heiraten, ohne die Familien davon zu informieren. Das junge Paar bekommt aber nicht allzu viele Gelegenheiten, sein Glück zu entfalten, denn entweder ist Co-Pilot Peter unterwegs oder die frisch gebackene Flugbegleiterin Katrin.
Dazu kommt noch, dass keiner der beiden Eheleute einem Flirt abgeneigt ist, und der charmante Herr Häggeli weiß Katrin besonders eloquent zu umgarnen. Missverständnisse und Eifersüchteleien führen dazu, dass Katrins und Peters Ehe kurz vor dem Aus zu stehen droht, ehe sie überhaupt begonnen hat. Da kommt den beiden Jungvermählten der Umstand, dass Herr und Frau Rössle ihre Silberne Hochzeit mit ihrer Tochter und dem Schwiegersohn feiern wollen, zugute. Katrin und Peter müssen sich, um den Schein zu wahren, mächtig zusammenreißen. Ihre Liebe erhält dadurch noch einmal einen ordentlichen Schub, zumal Vater Rössle, ein erfolgreicher Architekt, den beiden eine am eigenen Zeichenbrett entworfene Villa zum Geschenk machen will.

## Produktionsnotizen
Liebe, Luft und lauter Lügen entstand in den Monaten April bis Juni 1959 in Hamburg sowie in Dakar und Beirut und wurde am 20. August desselben Jahres in Frankfurt am Main uraufgeführt. Am 7. Oktober 1995 war Fernsehpremiere auf RTL 2.
Otto Lehmann, dessen letzter Film dies war, übernahm die Herstellungsleitung. Hanns H. Kuhnert und Wilhelm Vorwerg gestalteten die Filmbauten. Vera Mügge entwarf die Kostüme.

## Kritik
Im Lexikon des Internationalen Films heißt es: „Komödie mit einigem Unterhaltungswert.“